# 카일 카탄
카일 카탄(Kyle Katarn)은 스타워즈 레전드 세계관 등장 인물이며 은하 제국에서 반란 연합으로 돌아선 인물이다.

## 상세
게임 시리즈 제다이 나이트 사가의 주인공이며 게임 스타워즈: 다크 포스 설정에서 첫 번째 데스스타 설계도를 탈취한 인물이기도 하다. 이후 제다이의 계곡 (Valley of the Jedi)에서 다크 제다이 제렉을 쓰러뜨리고 루크 스카이워커 밑에서 제다이 훈련을 받는다.
제렉을 물리친 후 5년후 미스테리 오브 시스 사건 내용 중 다크 포스 사원에서 어두운 면으로 타락하고 만다. 그러나 마라 제이드 스카이워커의 도움으로 어두운 면에서 해방되고 이후 카일은 제다이의 길 그만두게 된다.  2년 뒤 게임 제다이 아웃캐스트에서는 포스의 힘을 되찾아 엠파이어 리본, 다크 제다이 데산과 대립하게 되고 라이트세이버 결투에서 데산을 쓰러뜨리고 승리 한다. 사건 이후 카일은 기사에서 제다이 마스터가 된다.
게임 사건 이후 17년 뒤 소설 The New Jedi Order: The Unifying Force에서 4년 간 벌어졌던 유우잔 봉 전쟁의 마지막 전투를 위해 은하연합과 몆몆의 제다이 기사들에게 우주선을 제공하였다.

## 그 외
제다이이면서 라이트세이버, 각종 무기들을 잘 다루었고 포스의 밝은 면과 포스 초크 (Force choke) 와 포스 라이트닝 (Force Lightning)과 같은 어두운 면의 능력을 자유자재로 사용하였다.
2014년 4월 25일 확장 세계관 (Expanded Universe, 줄여서 EU), 레전드 (Legends) 세계관 리부트 이후 데스스타 탈취 설정은 영화 로그 원: 스타워즈 스토리로 다루어지게 된다.